# مدير التمريض
مدير التمريض هو المسمى الوظيفي للأعلى مقاما، الأرشد أو رئيس التمريض في العديد من الدول، منها المملكة المتحدة، ومستعمراتها سابقاً مثل الهند وأيضا جمهورية أيرلندا.رئيس الممرضين من ناحية أخرى هو الشخص المسؤول عن التمريض في المستشفيات ورئيس طاقم التمريض، ويعرف أيضًَا بأنه كبير مسؤولي التمريض، مدير التمريض، مسؤول التمريض ، أو مدير ممرض سريري في المملكة المتحدة :, رئيس التمريض أو مدير التمريض في الولايات المتحدة، والمشرف التنفيذي أو المراقب التنفيذي للتمريض أو المدير في الهند ومستعمراتها، وبين الدول الأخرى في رابطة الشعوب البريطانية المحلية.
في المملكة المتحدة، في الوقت الحاضر المدير يتمتع بصلاحيات على الميزانيات، تزويد الطعام والتنظيف وكذلك مسؤول عن الممرضين والممرضات، كما لديه الصلاحيات في حجب المدفوعات عن خدمات المطاعم والتنظيف ولديهم الصلاحيات لحجب المدفوعات عن خدمات تقديم الطعام والتنظيف إذا كانوا لا يعتقدون أنهم يقدمون أفضل خدمة في الصحة الوطنية بالمملكة المتحدة، تاريخياً، أشرف المراقبون على المستشفى ككل، لكنهم اليوم مسؤولون عن الإشراف على اثنين. أو ثلاثة أقسام
رئيس الممرضين هو ممرض/ة قانونية تشرف على رعاية جميع المرضى في مرافق الرعاية الصحية. رئيس الممرضين هو منصب إدارة التمريض العليا في إحدى المنظمات وغالبًا ما تحمل ألقابًا تنفيذية مثل رئيسة هيئة التمريض أو رئيسة الممرضين التنفيذيين أو نائبة رئيس التمريض. انهم عادة ما يقدم تقريرا إلى المدير التنفيذي أو مدير العمليات.

## التاريخ

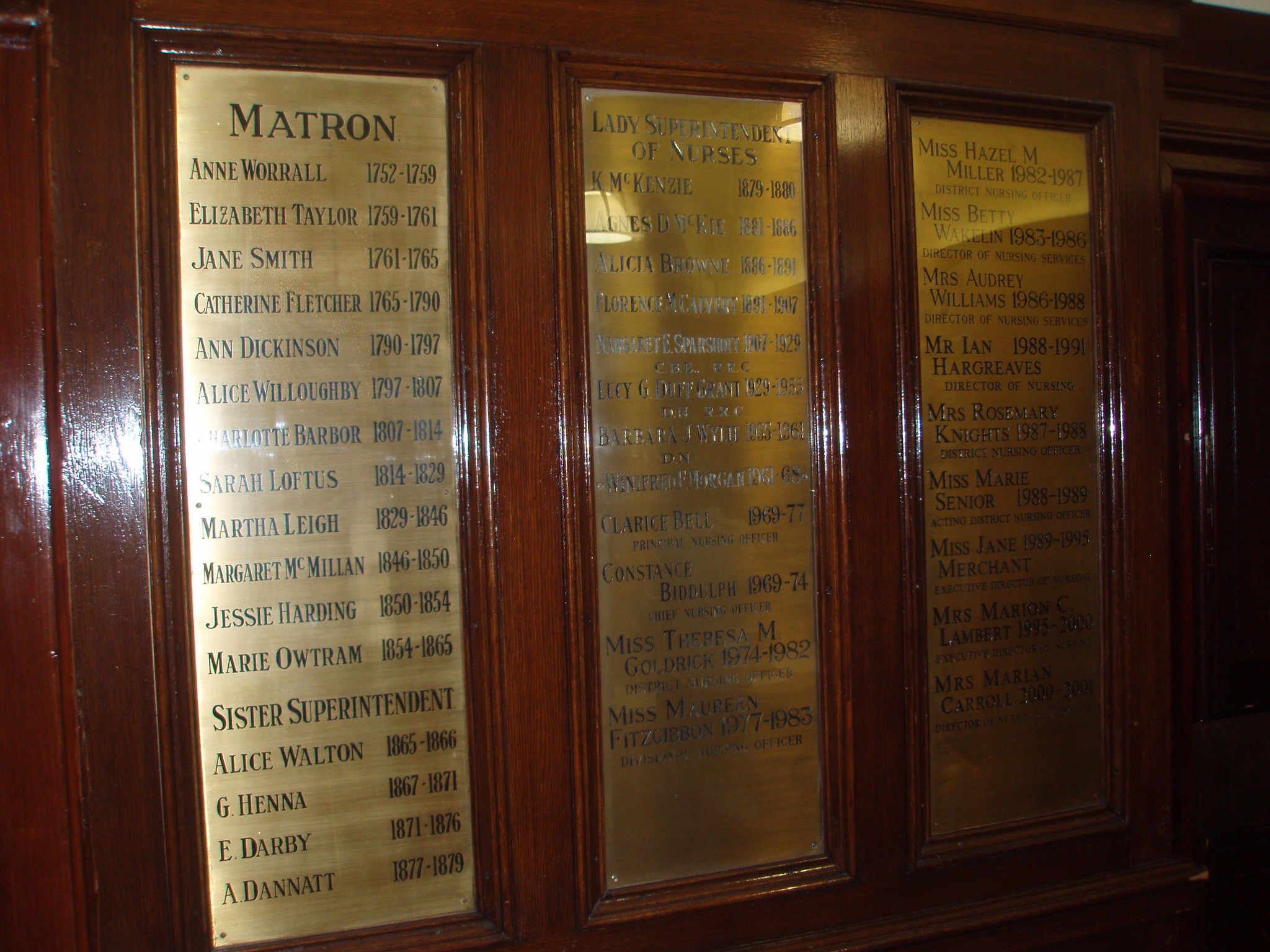
Plaques listing Matrons of Manchester Royal Infirmary

كلمة «المدير» مشتقة من اللاتينية عن «الأم»، عن طريق الفرنسية.
كان مدير التمريض هو الممرض/ة الأقدم في المستشفى (في المملكة المتحدة قبل عام 1972). كان مسؤول عن جميع الممرضين والممرضات والموظفين المنزليين، والإشراف على جميع رعاية المرضى، والإدارة الفعالة للمستشفى، على الرغم من أنها لم تكن تتمتع أبدًا بأي سلطة حقيقية على الإدارة الإستراتيجية للمستشفى.
كان المدير دائما من الإناث، لم يكن الممرضين (الذكور) شائعين على الإطلاق، خاصة في المناصب العليا.غالبًا ما كان ينظر إليهم كمسؤولين مخيفين، لكنهم كانوا يحترمون من قبل الممرضين والممرضات والأطباء على حد سواء.
أصبح مدير  الخدمة الصحية الوطنية مرتبطة بشكل لا يُنسى بالشخصية الهائلة التي لعبت دورها الممثلة هاتي جاك في فيلم " carry on nurse"  لعام 1959 وفيلم " carry on doctor" لعام 1967، وصور ألطف في "carry on again doctor " و"carry on matron "
عادةً ما يكون للمدير/ة الزي الرسمي المميز للغاية، مع ملابس التي لونها ازرق غامق (على الرغم من أنه في كثير من الأحيان بلون مختلف قليلاً عن تلك التي يرتديها مرؤوسوها المباشرون، والأخوات) وغطاء رأس مفصل.

## المدير في العصر الحديث
في الآونة الأخيرة، أعلنت الحكومة البريطانية عن عودة الأمهات إلى دائرة الصحة الوطنية، واختارت تسمية هذا الصنف الجديد من الممرضين «المديرين الجدد»، استجابةً لشكاوي صحفية مختلفة من المستشفيات غير الفعالة مع وجود موظفين من ذوي الانضباط السيء.
لا يُقصد بها أنها تملك نفس مستوى المسؤولية مثل المديرين القدامى، حيث إنهم يشرفون غالبًا على قسم واحد فقط (لذلك قد يحتوي المستشفى على العديد من المديرون - قسم للجراحة، قسم للطب، قسم لطب الشيخوخة، قسم للحوادث والطوارئ، إلى اخره) ولكن لديهم مراقبة الميزانية فيما يتعلق بعقود التموين والتنظيف. في المستشفيات الكبيرة سيكون لدى البعض مجموعة من الأقسام لإدارتها.
صلاحياتهم الإدارية محدودة، ويقضون معظم وقتهم في العمل الإداري بدلاً من تحمل مسؤولية مباشرة في رعاية المرضى.
العديد من المناطق في المملكة المتحدة توظف المدير في المجتمع، دور هذه المجموعة من الموظفين في الغالب سريري، ويملك هؤلاء المديرين مسؤولية السريرية في مجموعة من المرضى، يعاني العديد من هؤلاء المرضى من حالات صحية مزمنة مثل مرض الانسداد الرئوي المزمن، وانتفاخ الرئة، و / أو الحالات التلطيفية التي تؤدي إلى دخول المستشفى عدة مرات، هذه المجموعة من الموظفين هم في الغالب ممرضين، ولكن هناك أيضًا أخصائيون في مجال مهني الرعاية الصحية في دور مثل المسعفين والمعالجين المهنيين.
لم تخل فروع التمريض في القوات المسلحة البريطانية مطلقًا عن مصطلح «المدير»، وهي تُستخدم للضباط من الذكور والإناث، وعادة ما يشغلون رتبة الرائد (أو ما يعادلها) أو أعلى. كان يستخدم سابقا كترتيب فعلي في خدمات التمريض.
في جنوب إفريقيا وإقليمها السابق، جنوب غرب إفريقيا (ناميبيا اليوم)، يعتبر المدير المرتبة الأولى بين كبار الممرضين في المستشفى.

## استخدامات أخرى
قبل وقت طويل كانت النساء تُوظف كضابط في الشرطة، كان العديد من قوات الشرطة يٌوظفون نساء يرتدين الزي الرسمي ولديهن صلاحيات محدودة للبحث عن السجينات وحضورهن والتعامل مع الأمور التي تمس النساء والأطفال على وجه التحديد. وغالبا ما كانت تعرف هؤلاء الضابطات باسم «مدير الشرطة». يستخدم الضباط في سجون النساء أحيانًا أيضًا لقب «المدير»؛ في بعض الأحيان، كان المبتدئ ضابطًا كبيرًا أشرف على السجانات.
وكانت المؤسسات مثل بيوت رعاية الأطفال وبيوت العمل مسؤول عن ادارتها المدير، غالبًا ما كان المدير أحد ربات المنزل زوجة السيد، كان هذا، في الواقع، المعنى الأصلي للمصطلح. تم استعارة استخدامه في المستشفيات من بيوت العمل.
تم استخدام المصطلح أيضًا في المدارس الداخلية - التي يقيمون فيها الطلاب طوال الفصل- (ولا يزال يستخدم في بعض المدارس المستقلة البريطانية) للمرأة المسؤولة عن الشؤون الداخلية في بيوت داخلية أو ممرضة المدرسة. في الماضي، كان المدير أحيانًا زوجة رب المنزل.
في كنيسة يسوع المسيح لقديسي الأيام الأخيرة، يشار إلى الزوجة الأنثوية لرئيس المعبد أو مستشاريه على أنه مدير في المعبد.